# 松平信吉
松平信吉（日语：／ Matsudaira Nobuyoshi，1580年—1620年8月28日）是日本安土桃山時代至江戶時代初期的武將、大名。藤井松平家第3代當主。父親是松平忠吉。德川家康的外甥。

## 生平
在天正8年（1580年）出生，家中長男。父親忠吉在哥哥忠正死後，於是在其遺兒家廣（生母同是德川家康的異父妹多劫姬）成人以前，繼承櫻井松平家，不過忠吉亦在天正10年（1582年）死去。而母親亦在此後，與保科正直再婚。因為同是松平氏一族的藤井松平家的當主信一沒有兒子，於是被信一迎為養子。
在關原之戰後的慶長6年（1601年），養父信一隨著結城秀康移封至越前國，被封其支城土浦城4萬石。翌年（1602年），在江戶崎藩的蘆名盛重受實家佐竹氏牽連，被移至出羽國角館城後，作為養父的名代（代理人），負責江戶崎藩的事後處理。慶長8年（1603年），敘任安房守。同年，養父隱居。翌年（1604年），繼任家督並成為土浦藩藩主。
此後，改築土浦城、整備水戶街道至城下等，並與嫡男忠國一同在兩次大坂之陣中出陣。元和3年8月（1617年），轉封至高崎城5萬石。元和5年（1619年）10月，移至篠山城，並轉任伊豆守。在數度轉封後，加上原來已經體弱，在移封至篠山的翌年，於京都的藩邸中病死。享年41歲。

## 子孫
長男忠國的家系世襲山城守，而次男忠晴的家系則世襲伊賀守。因此，藤井松平家分為兩家。伊賀守家多數出任老中。